# Voyage à deux
Pour plus de détails, voir Fiche technique et Distribution.
Voyage à deux (titre original : Two for the Road) est un film américano-britannique réalisé par Stanley Donen, sorti en 1967.

## Synopsis
Joanna et Mark Wallace forment un « vieux » couple (12 ans de mariage). Lassés, se disputant de plus en plus, ils songent au divorce. En voyage sur la Côte d'Azur, ils se remémorent quatre voyages sur le même trajet (en auto-stop, seuls avec leur première voiture décapotable, avec leurs amis américains et leur voiture, avec leur fille). Quand ont-ils commencé à se disputer ? Quels furent leurs moments de bonheur ? Cela vaut-il la peine de s'affronter ?

## Fiche technique
- Titre original : Two for the Road
- Titre français : Voyage à deux
- Réalisation : Stanley Donen
- Scénario : Frederic Raphael
- Musique : Henry Mancini
- Direction artistique : Willy Holt
- Décors : Marc Frédérix (en)
- Costumes : Ken Scott, Paco Rabanne, Mary Quant (d'Audrey Hepburn) et Hardy Amies (en) (d'Albert Finney)
- Photographie : Christopher Challis
- Son : Joseph de Bretagne
- Montage : Madeleine Gug et Richard Marden
- Producteurs : Stanley Donen et James H. Ware (producteur associé)
- Société de production : Stanley Donen Films
- Société de distribution aux Etats-Unis et au Royaume-Uni : 20th Century Studios
- Budget 4 millions de dollars
- Pays d'origine :  États-Unis |  Royaume-Uni
- Tournage : du 3 mai 1966 au 1er septembre 1966
- Format : Couleur — 35 mm — 2,35:1 — Son : Mono (Westrex Recording System)
- Genre : Comédie dramatique
- Durée : 111 minutes
- Dates de sortie : 
  - États-Unis : 27 avril 1967 (New York, première)
  - Espagne : juin 1967  (Festival international du film de Saint-Sébastien)
  - Canada : 22 juin 1967
  - Japon : 15 juillet 1967
  - Royaume-Uni : 31 août 1967 (Londres, première)
  - France : 6 septembre 1967
  - Allemagne de l'Ouest : 14 septembre 1967
- Affiche : Enzo Nistri (Italie)

## Distribution
- Audrey Hepburn (VF : Martine Sarcey) : Joanna "Jo" Wallace
- Albert Finney (VF : Serge Sauvion) : Mark Wallace
- Eleanor Bron (VF : Jacqueline Porel) : Cathy Seligman, épouse Manchester
- William Daniels (VF : Bernard Dhéran) : Howard "Howie" Manchester
- Gabrielle Middleton : Ruth "Ruthie" Manchester
- Claude Dauphin (VF : René Bériard) : Maurice Dalbret
- Nadia Gray (VF : Claire Guibert) : Françoise Dalbret
- Georges Descrieres : David
- Jacqueline Bisset (VF : Monique Thierry) : Jackie
- Judy Cornwell : Pat
- Irene Hilda : Yvonne de Florac
- Dominique Joos : Sylvia

Mais aussi :
- Karyn Balm : Simone (non créditée)
- Yves Barsacq : l'inspecteur de police (non crédité)
- Kathy Chelimsky : Caroline Wallace (non créditée)
- Roger Dann : Gilbert, comte de Florac (non crédité)
- Jacques Hilling : le concierge de l'hôtel (non crédité)
- Cathy Jones : petit rôle (non créditée)
- Jean-François Lalet : un membre d'équipage du bateau (non crédité)
- Robert Le Béal : le médecin (non crédité)
- Paul Mercey : le paysan (non crédité)
- Albert Michel : le douanier (non crédité)
- Libby Morris (en) : la femme américaine (non créditée)
- Moustache : petit rôle (non crédité)
- Denise Péron (VF : Lita Recio) : l'employée de l'hôtel (non créditée)
- Hélène Tossy : Mme Solange (non créditée)
- Carol van Dyke : Michelle (non créditée)
- Mario Verdon (VF : Henry Djanik) : Palamos (non crédité)

Les amies chanteuses de Joanna :
- Olga Georges-Picot (non créditée)
- Clarissa Hillel (non créditée)
- Sophia Torkely (non créditée)
- Patricia Viterbo (non créditée)
- Joanna Vogel (non créditée)

## Sortie vidéo
Le film sort en digibook DVD/Blu-ray/Livret le 11 mars 2020, édité par Wild Side, avec en complément le livret Fragments d'un transport amoureux, relatant la genèse du film par les historiens du cinéma Adrienne Boutang et Marc Frelin (200 pages), un commentaire audio de Stanley Donen, un entretien avec le scénariste Frederic Raphael (36'), un entretien avec Sean Hepburn Ferrer (16'), un entretien avec la costumière du film Sophie Rochas (29'), 2 modules sur la carrière de Stanley Donen (5'), un sur la garde-robe d'Audrey Hepburn dans le film et 6 cartes postales.

## À noter
- Le montage est très intéressant : les quatre voyages sont mélangés, on passe d'une période à l'autre par un lien géographique (les deux voyages sont passés par là) ou par une situation similaire. Les époques sont différenciées par les changements de voitures, et surtout les tenues d'Audrey Hepburn, signées Paco Rabanne ou Mary Quant[réf. nécessaire].